# Самбірський Ілля
Ілля́ Са́мбірський — майстер художньої порцеляни кінця 18 — початку 19 століття.
Син гончаря із Самбора на Львівщині. Вчився на французькому заводі. З 1790-х років працював майстром-модельником на Корецькій фабриці порцеляни.
Столові та чайні сервізи, ажурні кошики, вази у стилі класицизму.